# Jacob Ziv
Jacob Ziv (em hebraico:  יעקב זיו, também Yaakov Ziv; Tiberíades,  27 de novembro de 1931 – 25 de março de 2023) foi um engenheiro eletricista israelense. Em parceria com Abraham Lempel desenvolveu os algoritmos LZ77 e LZ78, e que sobre suas bases Terry Welch publicou depois o algoritmo LZW.
Ziv estudou engenharia elétrica na Technion em Haifa e depois no Instituto de Tecnologia de Massachusetts (MIT), onde obteve em 1962 um doutorado.
Trabalhou para o Ministério da Defesa de Israel e no Bell Labs.
Em 1970 foi professor do Technion. Desde 1981 é membro da Academia de Ciências e Humanidades de Israel e foi de 1995 a 2004 seu presidente.
Recebeu o Prêmio Paris Kanellakis de 1997 e o Prêmio Claude E. Shannon de 1997.

## Morte
Ziv morreu no dia 25 de março de 2023, aos 91 anos de idade.

## Publicações selecionadas
- Lempel, A. & Ziv, J., On the complexity of finite sequences, 1976, IEEE Trans Inf Theory
- Lempel, A. & Ziv, J., A universal algorithm for sequential data compression, 1977, IEEE Trans Inf Theory
- Ziv, J. & Lempel, A., Compression of individual sequences via variable-rate coding, 1978, IEEE Trans Inf Theory
- Ziv, J., The Impact of Data Processing Techniques on Communications, 1983,
- Lempel, A. & Ziv, J., Compression of two dimensional data, 1986, IEEE Trans IT
- Ziv, J., On classification with empirically observed statistics and universal data compression, 1988, IEEE Trans IT
- Merhav, N. & Ziv, J., On universally efficient estimation of the first order autoregressive parameter and universal data compression, 1990, IEEE Trans Inform Theory
- Wyner, A. & Ziv, J., Some asymptotic properties of the entropy of a stationary ergodic data source with applications to data compression, 1989, IEEE Trans Inform Theory
- Wyner, A. & Ziv, J., The sliding window Lempel Ziv algorithm is asymptotically optimal, 1994, Proc IEEE
- Ziv, A., Converting approximate error bounds into exact ones, 1995, Math Comp
- Ziv, J., Variable to fixed length codes are better than fixed to variable length codes for Markov sources, 1990, IEEE Trans Inform Theory